# Leonardsenita
La leonardsenita és un mineral de la classe dels halurs. Rep el nom en honor d'Erik Leonardsen (1934–), antic líder del Laboratori de Difracció de Raigs X de l'Institut Geològic de la Universitat de Copenhaguen.

## Característiques
La leonardsenita és un halur de fórmula química MgAlF₅·2H₂O. Va ser aprovada com a espècie vàlida per l'Associació Mineralògica Internacional l'any 2011, sent publicada per primera vegada el 2013. Cristal·litza en el sistema ortoròmbic.
Segons la classificació de Nickel-Strunz, la leonardsenita pertany a «03.CB - Halurs complexos, nesoaluminofluorurs» juntament amb els següents minerals: criolitionita. criolita, elpasolita, simmonsita, colquiriïta, weberita, karasugita, usovita, pachnolita, thomsenolita, carlhintzeïta i yaroslavita.

## Formació i jaciments
Va ser descrita gràcies a les mostres recollides en dos indrets de la regió islandesa de Suðurland: els volcan Hekla i Eldfell, on es troba en fumaroles en forma de masses suaus i friables de cristalls blancs de fins a 20 μm de longitud. També ha estat descrita a Itàlia, França, Alemanya, Rússia i els Estats Units.